# Menstrualna skodelica
Menstrualna skodelica je nadomestek klasičnim higienskim vložkom in tamponom. Uporablja se na podoben način kot tamponi, saj se mehka silikonska skodelica vstavi v vagino. Skodelica se prisesa na notranjost sten in tako zadržuje menstrualno kri v telesu. Menjavanje, ki poteka vsakih 6-8 ur je enostavno, saj je potrebno menstrualno kri le izliti iz skodelice in skodelico oprati ali obrisati.
Trajne menstrualne skodelice so prijaznejše okolju od drugih higienskih izdelkov, saj so uporabne do 10 let, kar zmanjša količino odpadkov. 